# Meridiano 45 este
El meridiano 45 este de Greenwich es una línea de longitud que se extiende desde el Polo Norte atravesando el Océano Ártico, Europa, Asia, África, el Océano Índico, el Océano Antártico y la Antártida hasta el Polo Sur.
El meridiano 45 este forma un gran círculo con el meridiano 135 oeste.

## De Polo a Polo
Comenzando en el Polo Norte y dirigiéndose hacia el Polo Sur, este meridiano atraviesa:
| Coordenadas                      | País, territorio o mar | Notas                                                                     |
| -------------------------------- | ---------------------- | ------------------------------------------------------------------------- |
| 90°0′N 45°0′E / 90.000, 45.000   | Océano Ártico          | Mar de Barents                                                            |
| 80°37′N 45°0′E / 80.617, 45.000  | Rusia                  | Isla de Tierra de Alexandra                                               |
| 80°35′N 45°0′E / 80.583, 45.000  | Mar de Barents         |                                                                           |
| 68°32′N 45°0′E / 68.533, 45.000  | Rusia                  | Península de Kanín                                                        |
| 67°30′N 45°0′E / 67.500, 45.000  | Mar de Barents         | Bahía de Chosha                                                           |
| 67°18′N 45°0′E / 67.300, 45.000  | Rusia                  |                                                                           |
| 42°43′N 45°0′E / 42.717, 45.000  | Georgia                |                                                                           |
| 41°18′N 45°0′E / 41.300, 45.000  | Armenia                |                                                                           |
| 41°3′N 45°0′E / 41.050, 45.000   | Azerbaiyán             | Yujari Askipara, exclave rodeado por Armenia                              |
| 41°0′N 45°0′E / 41.000, 45.000   | Armenia                | Pasando a través del Lago Sevan                                           |
| 39°44′N 45°0′E / 39.733, 45.000  | Azerbaiyán             | Exclave de Najicheván                                                     |
| 39°25′N 45°0′E / 39.417, 45.000  | Irán                   |                                                                           |
| 36°45′N 45°0′E / 36.750, 45.000  | Irak                   |                                                                           |
| 29°10′N 45°0′E / 29.167, 45.000  | Arabia Saudita         |                                                                           |
| 17°24′N 45°0′E / 17.400, 45.000  | Yemen                  |                                                                           |
| 12°46′N 45°0′E / 12.767, 45.000  | Océano Índico          | Golfo de Adén                                                             |
| 10°27′N 45°0′E / 10.450, 45.000  | Somalia                | Somalilandia                                                              |
| 8°40′N 45°0′E / 8.667, 45.000    | Etiopía                |                                                                           |
| 4°56′N 45°0′E / 4.933, 45.000    | Somalia                |                                                                           |
| 1°51′N 45°0′E / 1.850, 45.000    | Océano Índico          | Pasando justo al oeste de Mayotte, un departamento de ultramar de Francia |
| 16°8′S 45°0′E / -16.133, 45.000  | Madagascar             |                                                                           |
| 25°30′S 45°0′E / -25.500, 45.000 | Océano Índico          |                                                                           |
| 60°0′S 45°0′E / -60.000, 45.000  | Océano Antártico       |                                                                           |
| 67°46′S 45°0′E / -67.767, 45.000 | Antártida              | Territorio Antártico Australiano, reclamado por Australia                 |